# Keith Duffy
Keith Peter Thomas Francis Julian John Duffy (* 1. října 1974) je irský zpěvák, skladatel, herec, rozhlasový a televizní moderátor a bubeník. Svou hudební kariéru zahájil jako člen chlapecké skupiny Boyzone. Jako malé dítě měl zápal plic. Ve věku od 7 do 18 let hrával curling a gaelský fotbal, v němž reprezentoval Dublin po dobu tří let. Duffy se poprvé dozvěděl o Boyzone poté, co se konaly konkurzy na členství. Po rozpadu skupiny v roce 2000 se Duffy dal na herectví. Duffy má dvě děti, Jordan Stephen Scott Duffy (* 22. dubna 1996) a Mia Duffy (* 11. března 2000). Jeho dceři Mie byl v 18 měsících diagnostikován autismus.